# George Akerlof
George Arthur Akerlof (New Haven, 17 giugno 1940) è un economista statunitense,  professore di economia all'Università della California - Berkeley. Ha vinto il Premio Nobel per l'economia nel 2001 (insieme a Michael Spence e Joseph E. Stiglitz)  "per le loro analisi dei mercati con informazioni asimmetriche".

## Biografia
Figlio del chimico svedese, Gösta Åkerlöf, e di un'ebrea americana, Akerlof si diplomò alla Lawrenceville School e ottenne il Bachelor's degree alla Yale University nel 1962. Divenne dottore di ricerca nel 1966 al MIT. Prima di trasferirsi a Berkeley, Akerlof ha brevemente insegnato alla London School of Economics.
È marito dell'economista americana Janet Yellen, ex presidente della FED (Federal Reserve Bank) e componente del gruppo di consiglieri economici di Bill Clinton, professoressa di economia all'Università di Berkeley, nonché attuale Segretario del Tesoro dell'Amministrazione Biden.
Nel 2005 Akerlof è stato il secondo firmatario di un appello, sottoscritto da oltre 500 economisti americani, che denunciava gli enormi costi (7,7 miliardi di dollari all'anno) del proibizionismo sulla marijuana.
Probabilmente il lavoro di Akerlof che più lo ha reso famoso è il suo articolo The Market for Lemons: Quality Uncertainty and the Market Mechanism (Il mercato dei bidoni: incertezza sulla qualità e i meccanismi di mercato), pubblicato nel 1970 sulle pagine del Quarterly Journal of Economics, nel quale sottolineava i gravi problemi che possono inficiare il buon funzionamento del mercato a causa delle asimmetrie informative. I "lemons" cui va riferimento Akerlof sono i cosiddetti "bidoni", ossia la possibilità di vendere un prodotto che ha dei difetti conosciuti dal venditore ma di cui il compratore non è a conoscenza (caso tipico, quello di un oggetto di seconda mano). È grazie a questo articolo che ha ottenuto il premio nobel nel 2001.
In Efficiency Wage Models of the Labor Market, Akerlof e la coautrice, la moglie Janet Yellen, delineano i fondamenti logici per le ipotesi di salari efficienti, ovvero quei casi in cui i datori di lavoro sono disponibili a pagare un salario superiore al salario di equilibrio, in contrasto con le conclusioni dell'economia neoclassica.

## Opere
- George Akerlof, Robert Shiller, Ci prendono per fessi. L'economia della manipolazione e dell'inganno, 2016, Mondadori, Milano, ISBN 978 88 04 66322 5